# لیپووا (ناحیه دیتشین)
لیپووا (به چکی: Lipová) یک منطقهٔ مسکونی در جمهوری چک است که در ناحیه دیتشین واقع شده‌است. لیپووا ۱۲٫۸۲ کیلومتر مربع مساحت و ۶۵۷ نفر جمعیت دارد و ۳۶۶ متر بالاتر از سطح دریا واقع شده‌است.